# Valgeir Lunddal Friðriksson
Valgeir Lunddal Friðriksson, född 24 september 2001, är en isländsk fotbollsspelare som spelar för Fortuna Düsseldorf.

## Klubbkarriär
I januari 2018 flyttades Lunddal Friðriksson upp i Fjölnirs A-lag. Han spelade 11 matcher i Úrvalsdeild 2018, varav åtta som startspelare. I maj 2019 värvades Lunddal Friðriksson av Valur. Han var med och vann det isländska mästerskapet med klubben år 2020.
Den 28 december 2020 värvades Lunddal Friðriksson av BK Häcken, där han skrev på ett fyraårskontrakt. Lunddal Friðriksson tävlingsdebuterade den 21 februari 2021 i en 2–0-vinst över Dalkurd FF i Svenska cupen. Han gjorde allsvensk debut den 11 april 2021 i en 1–0-förlust mot Halmstads BK. Under säsongen 2022 spelade Lunddal Friðriksson 26 matcher och gjorde fyra assist då BK Häcken vann sitt första SM-guld.
Den 30 augusti 2024 värvades Lunddal Friðriksson av tyska Fortuna Düsseldorf.

## Landslagskarriär
Lunddal Friðriksson debuterade för Islands landslag den 4 juni 2021 i en 1–0-vinst över Färöarna.

## Meriter
Valur
- Isländsk mästare: 2020

 BK Häcken
- Svensk mästare: 2022